# 宋康王
宋康王（？—前286年），或稱宋王偃，又稱宋献王（《荀子·王霸篇》），宋國第三十五任國君，名偃，史記記載為宋剔成君之弟，一作剔成君之子，后人传说宋康王仪表堂堂，「面有神光，力能屈伸鐵鉤」。

## 生平
宋剔成君二十七年（前329年）戴偃起兵攻擊剔成君。剔成君逃至齊國，戴偃即位。戴偃在第十一年（前318年）時，自立為王。史記稱「東伐齊，取五城。南敗楚，拓地三百餘里，西敗魏軍，取二城，滅滕（山東省滕州市），有其地。」號稱「五千乘之勁宋」。
前312年，田盼在濮上之战之后谓齐宣王易余粮于宋。
前296年，匡章领五国伐秦，宋康王也率军参与。
前286年，宋國發生內亂（太子出走），齊将韩聂舉兵攻宋，秦昭王闻讯大怒，但被苏代劝阻没有干涉，最终齐滅宋。宋王偃出亡，死在魏國的溫邑（今河南省溫縣）。

## 争议
宋王偃的形象主要由先被宋国击败而丢失土地、后又侵略滅亡宋國的齊國、楚國和魏國三国的史官所宣傳醜化，如窮兵黷武、暴虐無道，秦漢以後世人不明就裏照章收納，如《战国策》说他「剖傴之背，鍥朝涉之脛」，故後人稱“桀宋”；再往后又经过古史层累而形成“奪封丘舍人韓憑之妻息露”的故事。《搜神記》載韓憑自殺，息露亦死，死前求合葬而不得，兩座墳墓上忽然各長出一棵小樹，相攀相附結成連理。且部分学者认为宋康王并非篡位者，而是按照宋国继承商朝“兄终弟及”的传统继位，以“剔成之逐桓侯”，误以为是“戴偃之逐剔成”。
在《孟子·滕文公下》一节里，与其大约处于同一时代的孟子尊称其为“宋王”。《吕氏春秋·慎大览》记载了惠盎游说宋康王的故事，惠盎是惠施的近亲，钱穆考证认为其曾对宋康王讲兼爱寝兵，宋康王遂行仁义，宜其贤施，孟子也曾建议宋国实践过仁政，其执政应有可观者。